# 寺林峻
寺林 峻（てらばやし しゅん、1939年8月8日 -2017年9月30日）は日本の歴史小説作家、ノンフィクション作家。兵庫県姫路市夢前町生まれ。日本文芸家協会、日本ペンクラブ会員。実家は高野山真言宗鹿谷山薬上寺で、僧侶の資格を持った。

## 略歴
兵庫県立福崎高等学校では岸上大作と同期。慶應義塾大学文学部仏文科卒業後、宗教専門紙「中外日報」記者。父の跡を継ぎ実家の寺の住職となり、僧侶としての勤めの傍ら作家活動に入る。1980年（昭和55年）農村歌舞伎一座の最後の光芒を描いた「幕切れ」にて第57回オール讀物新人賞を受賞する。以降、歴史小説、密教などの仏教関連、播磨国/兵庫県関連などのノンフィクションを軸に執筆する。尚、記者を辞め実家に戻るきっかけとなったのは、岡本太郎の著作『神秘日本』の高野山紀行における密教についての指摘を読んだことによると言う。

## 作品リスト
- 『幻の寺』寺河俊人 春秋社 1970
- 『神々のさすらい 「播磨国風土記」の世界』寺河俊人 1979 角川選書
- 『たたら師鎮魂 中国山地に炎の跡を追う』（1981年、三省堂）
- 『天の浮橋 ひょうごの神々を追う』（1981年、神戸新聞総合出版センター）
- 『はりまの風土と文化』（1981年、聚海書林）
- 『立山の平蔵三代』（1983年、東京新聞出版局）
- 『富士に生きる 17人の男たち』（1985年、日本経済評論社常民叢書）
- 『空海・高野開山』（1985年、講談社、2005年、学陽書房人物文庫）
- 『逆境を転じる童神の霊力 ある行者の生涯』（1986年、潮文社）
- 『最澄か空海か こころを拓く選択』（1986年、経済界リュウセレクション）
- 『腹心 秀吉と清正』（1987年、講談社）
- 『人はどう生きたらいいのか 空海の名言集』（1987年、フォー・ユー/日本実業出版社）
- 『戦国異聞善光寺仏を盗れ 秘仏をめぐる天下人四人の宗教心』（1988年、ハート出版）
- 『寝返りの戦国史 「裏切り」に生死を賭けた男たちの光と影』（1988年、日本文芸社）
- 『白鷺城の興亡 歴史経営学』（1989年、佼成出版社）
- 『絵でわかるマンダラの読み方 心の宇宙を歩く』（1989年、日本実業出版社）
- 『密教と暮らす365日』（1989年、日本放送出版協会
- 『もう一人の空海』（1990年、春秋社）
- 『泥まみれの微笑 叡尊と忍性』（1990年、ノンブル社）
- 『書写山遊歩ガイド』（北村泰生：写真、1991年、神戸新聞総合出版センター
- 『怒涛の人 吉田茂伝』（1991年、講談社、1998年「吉田茂 怒濤の人」に改題、学陽書房人物文庫）
- 『播磨今昔譚 説話文学への旅』（1991年、神戸新聞総合出版センター）
- 『絵でわかるマンダラ世界の歩き方 仏たちとの出会いの旅へ』（1992年、日本実業出版社）
- 『歴史を変えた魔性の女たち 野心に燃える悪女の色と欲』（1992年、日本文芸社にちぶん文庫）
- 『密教宇宙が体感できる 時空を超える心の旅』（1993年、廣済堂ブックス）
- 『歴史を変えた野望の戦国史 国盗りに賭けた勇将たちの決断』（1993年、日本文芸社にちぶん文庫）
- 『姫路城遊歩ガイド』（1993年、神戸新聞総合出版センター）
- 『日本史を揺るがした反逆者の野望 野望を貫く男たちの闘いと決断!』（1993年、日本文芸社にちぶん文庫）
- 『妖華日野富子 乱世を生きぬいた炎の女』（1994年、廣済堂ブックス）
- 『凛冽の宰相 加藤高明』（1994年、講談社）
- 『戦国武将の女たち 愛と野望が織りなす、もう一つの戦国絵巻』（1994年、日本文芸社にちぶん文庫）
- 『花影の城 最後の赤松一族』（1994年、神戸新聞総合出版センター）
- 『空海 感動を生きる』（1995年、致知出版社）
- 『空海秘伝』（1997年、東洋経済新報社、2000年、学陽書房人物文庫）
- 『やすらぎのための12章 名僧たちに聞く「不安」を断ち切るヒント』（1997年、日本文芸社）
- 『姫路城凍って寒からず 小説・河合道臣』（1998年、東洋経済新報社、2002年「河合道臣 財政再建の名家老 姫路城凍って寒からず」に改題、PHP文庫）
- 『服部半蔵 家康を支えた諜報参謀』（1998年、PHP文庫）
- 『播磨国風土記を歩く』（中村真一郎：写真、1998年、神戸新聞総合出版センター）
- 『富士の強力 小俣彦太郎伝』（1998年、東京新聞出版局）
- 『救済の人 小説・忍性』（1998年、東洋経済新報社）
- 『「出家する」という生き方』（1998年、文香社）
- 『盤珪 虚空を家と棲みなして』（1999年、神戸新聞総合出版センター）
- 『自力を生きる』（1999年、文香社）
- 『双剣の客人 生国播磨の宮本武蔵』（2000年、アールズ出版、2002年「新説宮本武蔵 双剣の客人」に改題、学研M文庫）
- 『姫路城 遊歩ガイド』（2000年、神戸新聞総合出版センター）
- 『空海更衣』（2001年、日本放送出版協会）
- 『播磨百人伝』（2001年、神戸新聞総合出版センターのじぎく文庫）
- 『すっぽこ山寺迷僧記 すっぽこ山の世襲半なま和尚』（2001年、清流出版）
- 『宮本武蔵『五輪書』を読み解く 88の言葉で明かす武蔵流生き方指南』（2002年、清流出版）
- 『エピソードで読む黒田官兵衛 ナンバー2の行動学』（2003年、PHP文庫）
- 『往生の書 来世に魅せられた人たち』（2005年、日本放送出版協会/NHKブックス）
- 『小説明恵』（2006年、大法輪閣） ISBN 4-8046-1239-4